# Château d'Édimbourg
Pour les articles homonymes, voir Château (homonymie) et Edinburgh (homonymie).
Le château d'Édimbourg (Edinburgh Castle) est un château fort du XIIe siècle, d’Édimbourg en Écosse, au Royaume-Uni, devenu, en partie, un musée classé monument historique A.

## Situation
Le château s'élève sur un rocher volcanique des hauteurs d’Édimbourg, des basses terres d'Écosse (Lowlands), au bord de la mer du Nord, à l'extrémité ouest de la rue High Street, aussi appelée le Royal Mile de  la Old Town (Édimbourg), qui mène jusqu'au palais de Holyrood du XIIe siècle, à l'est.

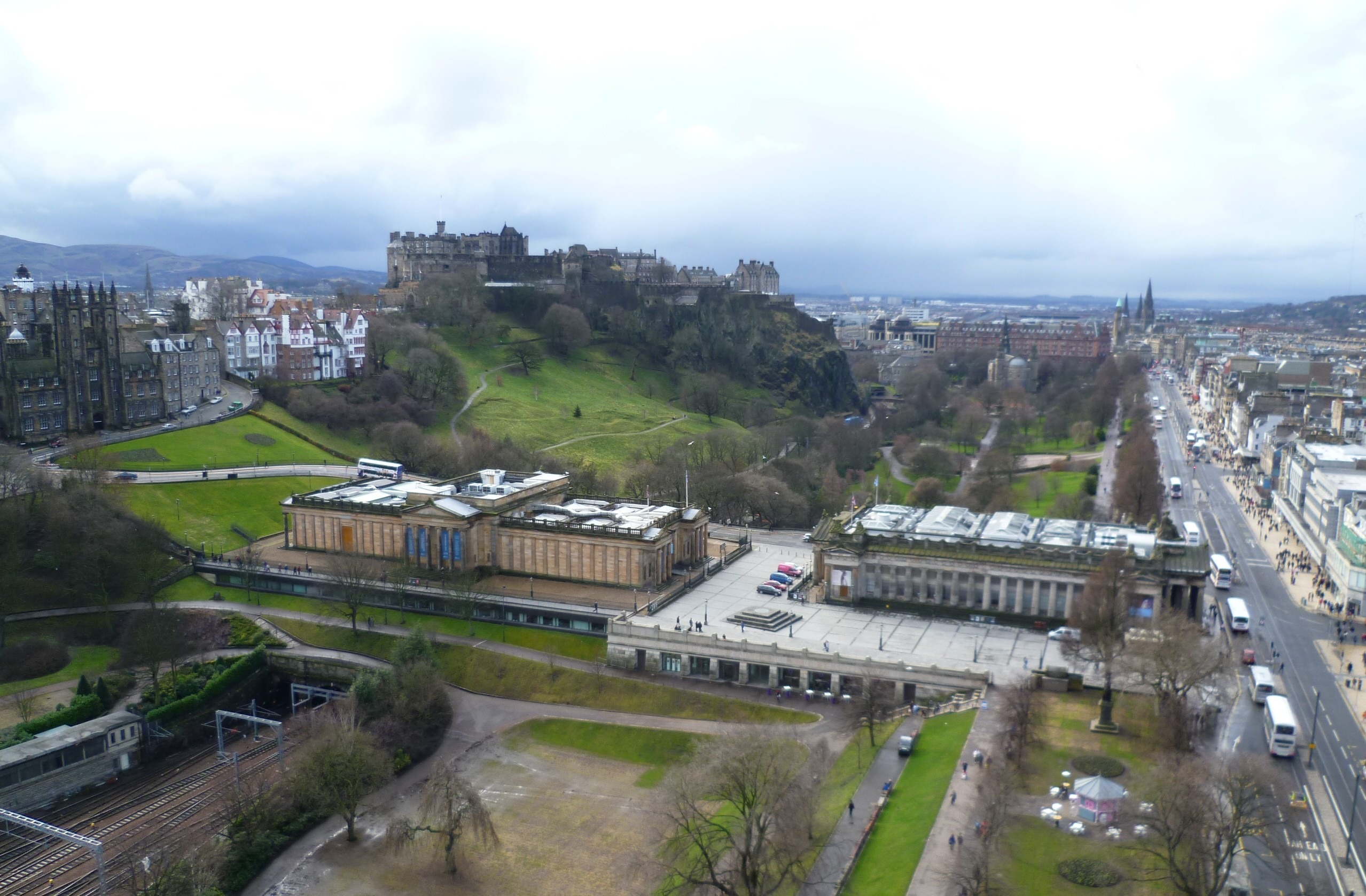
Galerie nationale d'Écosse et Royal Scottish Academy
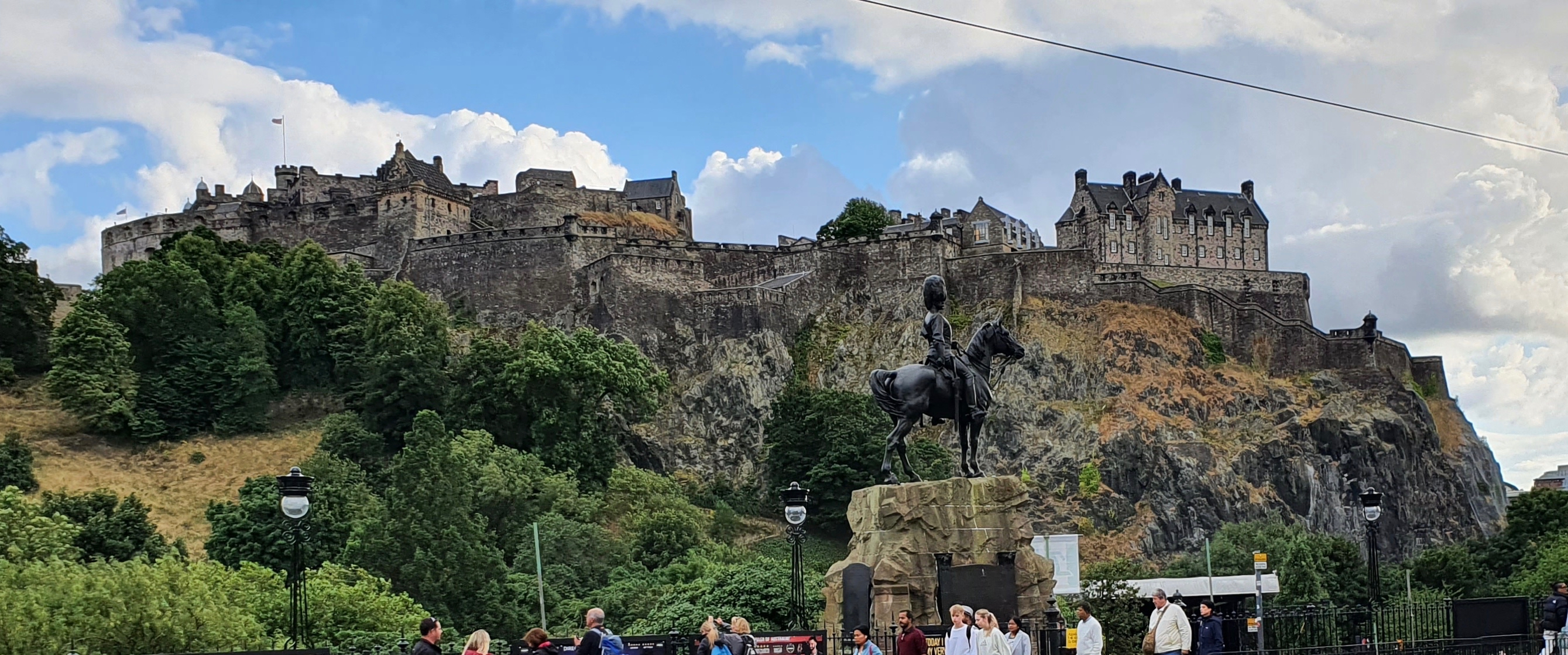

## Origines
Les origines de cette colline fortifiée d'Écosse sont très anciennes et méconnues. Diverses études archéologiques suggèrent des présences humaines remontant aux âge du bronze et âge du fer britannique, ainsi que durant l'occupation romaine, créant ainsi un lien avec la théorie de Ptolémée qui suppose que cet endroit fut le théâtre de la capitulation des Votadini face aux Romains au IIe siècle (Écosse au temps de l'Empire romain).

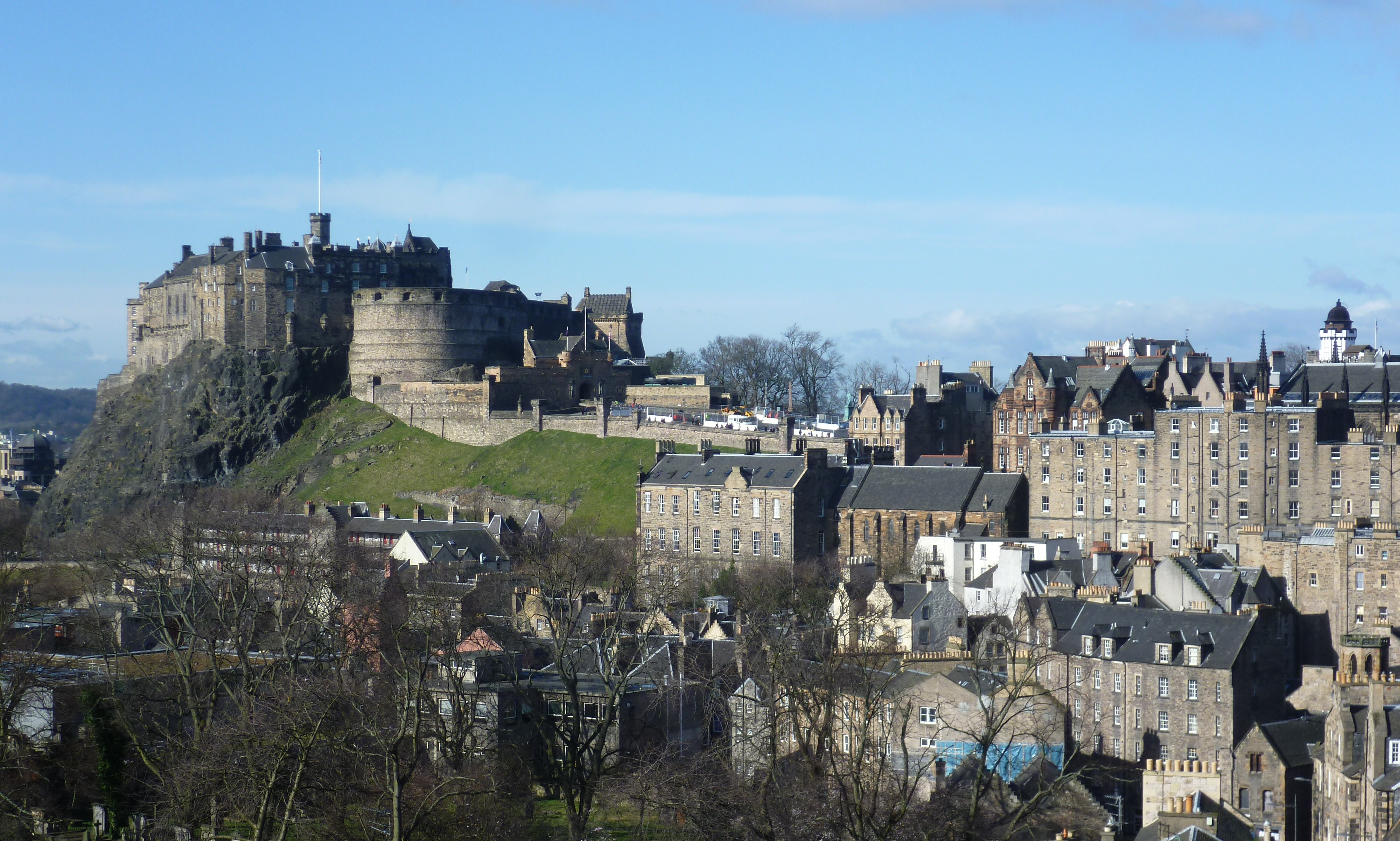
Vu depuis le musée national d'Écosse
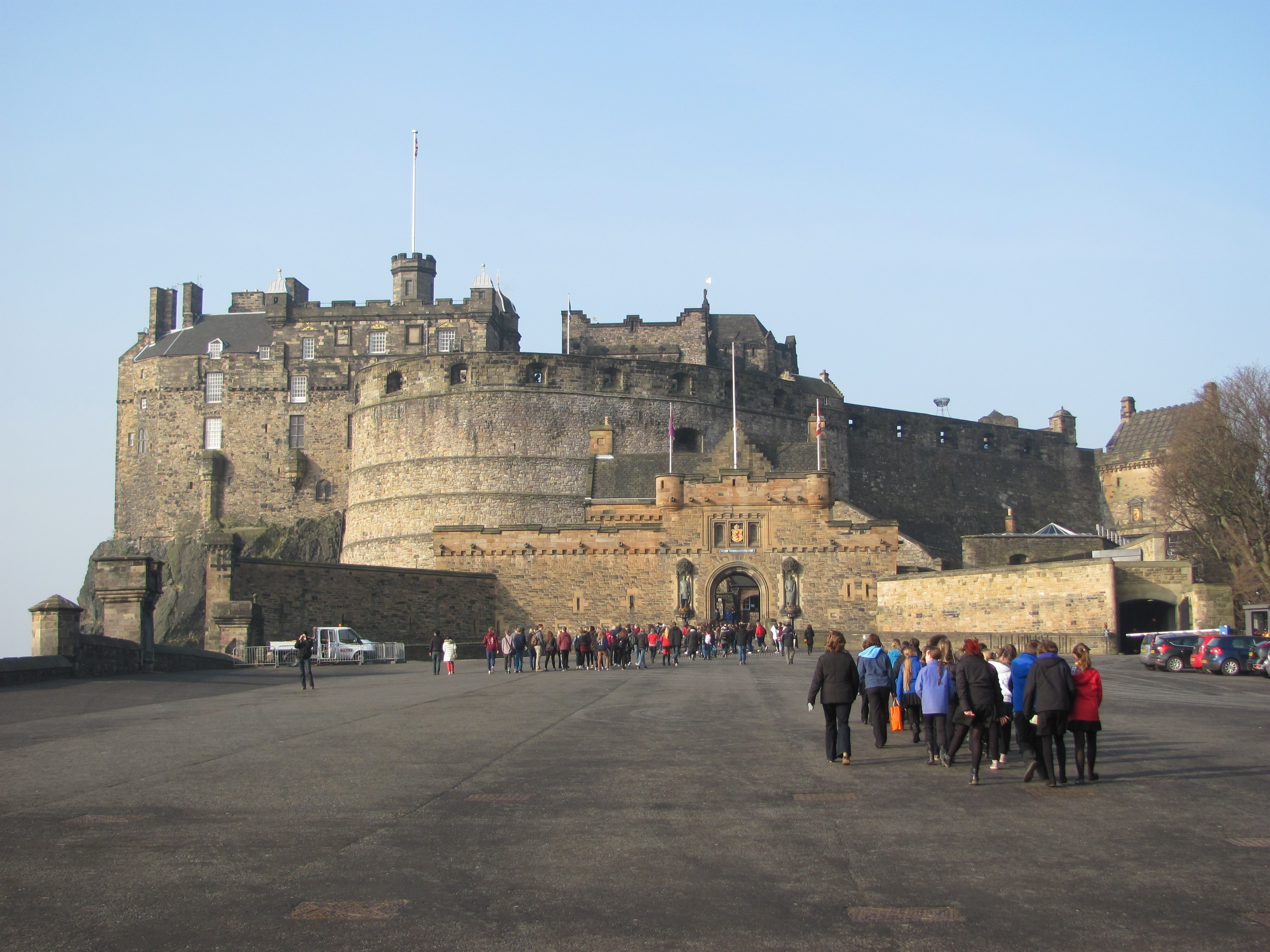
Esplanade d'entrée

Le royaume d'Écosse est fondé en 843 par le roi Kenneth Ier d'Écosse, et la première référence documentée connue du château d'Édimbourg se trouve dans un ouvrage rédigé par le prêtre chroniqueur Jean de Fordun au XIVe siècle, en faisant allusion à la mort du roi Malcolm III d'Écosse en 1093. Son fils le roi David Ier d'Écosse fait réaliser les plus importants changements au château, achevés en 1153, dont le chapelle Sainte-Marguerite d'Édimbourg dédiée à sa mère la reine Marguerite d'Écosse (sainte patronne de l'Écosse).

## Histoire
(septembre 2022).

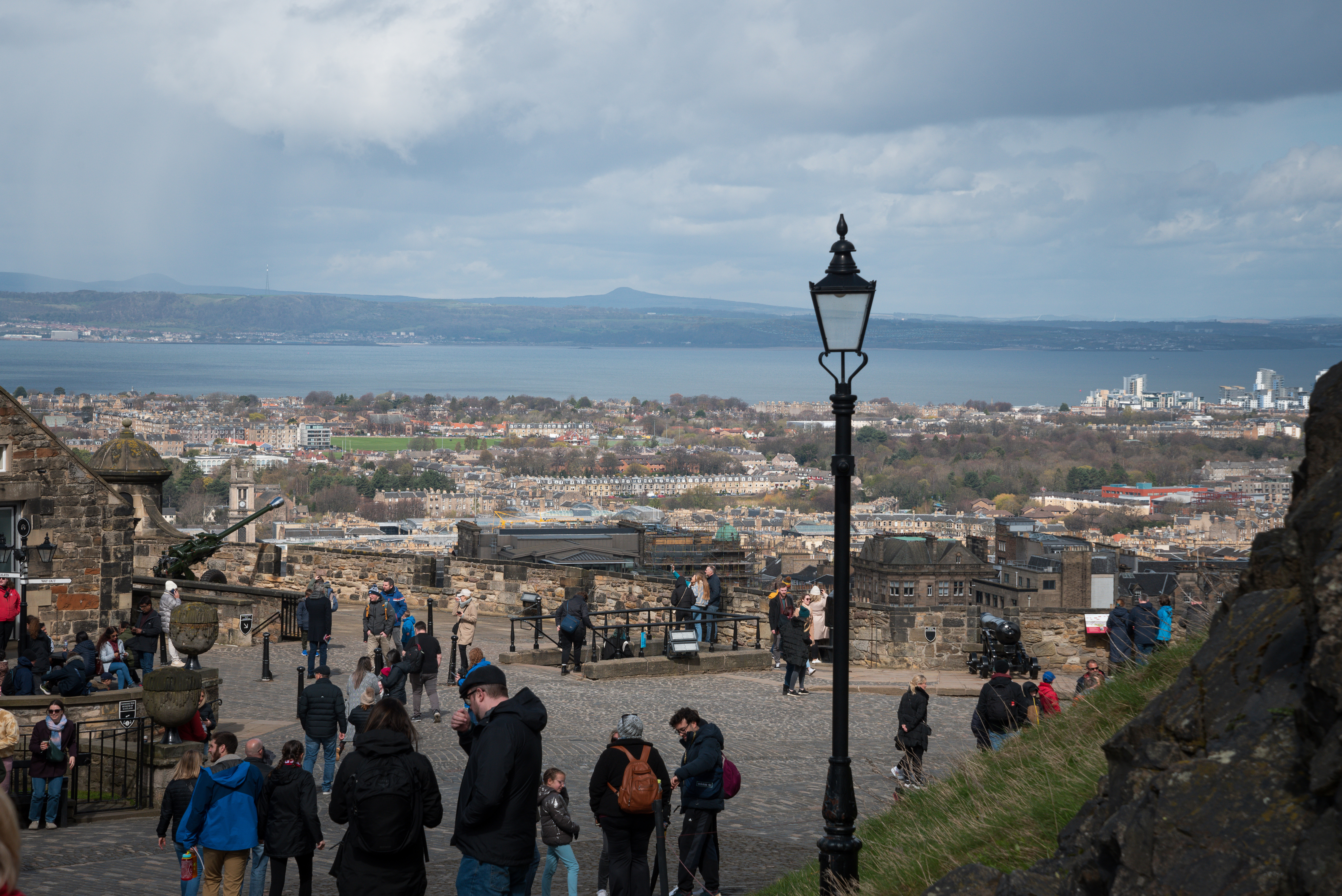
Vue panoramique sur la mer du Nord.

À la suite de la mort du roi Alexandre III d'Écosse en 1286, le trône d'Écosse reste sans héritier. Il est conquis par le roi Édouard Ier d'Angleterre qui envahit l'Écosse, entraînant ainsi la première guerres d'indépendance de l'Écosse. La ville d'Édimbourg rendit les armes après trois jours de bombardement. À la mort du roi Édouard en 1307, le pouvoir anglais sur l'Écosse s'affaiblit considérablement. Les défenses du château furent détruites le 14 mars 1314 sur l'ordre du roi Robert Ier d'Écosse, à la suite d'une invasion surprise anglaise de Thomas Randolph (1er comte de Moray) afin d'éviter une nouvelle occupation anglaise du château.
Le roi Édouard III d'Angleterre envahit l'Écosse en 1333, marquant le début de la deuxième guerres d'indépendance de l'Écosse. Les forces anglaises ont alors fortifié le château d'Édimbourg qu'ils ont occupé jusqu'en 1341. L'ultime attaque écossaise fut menée avec succès par William Douglas (1er comte de Douglas), et le château revint aux Écossais.
Le traité de Berwick (1357) conclut les deux guerres d'indépendance et permit au roi David II d'Écosse de démarrer un vaste projet de reconstruction du château, dont plusieurs séries de travaux s'échelonnèrent jusqu'au XVe siècle. À ce moment, le château vit sa fonction première lentement dériver vers un entrepôt d'armes et de matériel de guerre. Le roi Jacques IV d'Écosse fit construire le palais de Holyrood, à titre de résidence principale, à l'autre extrémité du Royal Mile. La tradition s'est perpétuée depuis.

En 1690

À la suite des déboires de la reine Marie Ire d'Écosse (Marie Stuart) en 1567, elle fut emprisonnée dans un château en dehors de la ville mais elle s'en échappa et revint à Édimbourg. Elle y fut en sécurité jusqu'à la mort du seigneur du château, William Kirkcaldy of Grange (en), qui lui était favorable. Lorsque le nouveau seigneur, James Douglas, entra en fonction en 1573, il demanda l'aide de la reine Élisabeth Ire d'Angleterre pour enfin capturer la reine Marie. Le château fut donc à nouveau bombardé.

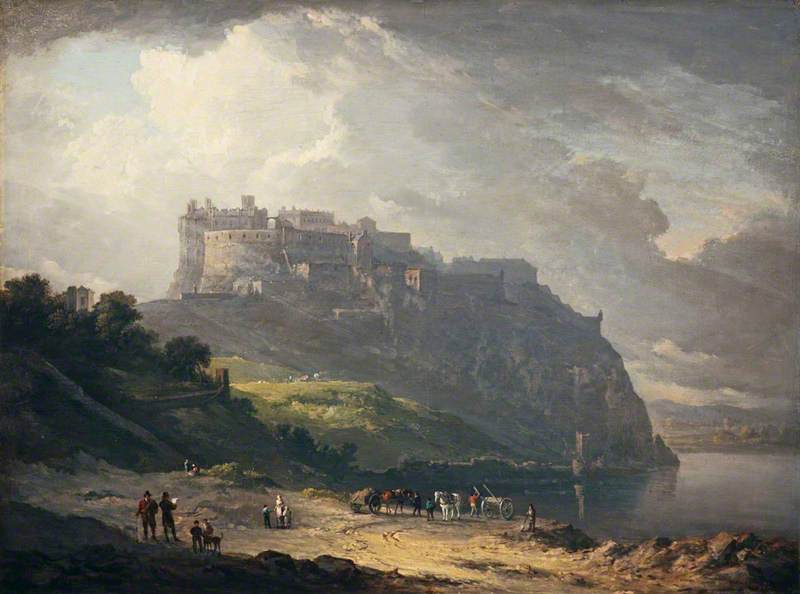
Le château d'Édimbourg et l'ancien lac Nor Loch, Galeries nationales d'Écosse (1824)

La majeure partie du château fut rebâtie par la suite. Peu de dommages y furent causés entre cette époque et aujourd'hui, malgré un bon nombre d'occupations successives. Pendant les années 1720, des constructions majeures s'ajoutèrent au château, dont les bastions nord et ouest. Par la suite, plusieurs autres édifices furent ajoutés à la structure pour y détenir les prisonniers de différentes guerres dans le monde, dont ceux de la guerre de Sept Ans et de la guerre d'indépendance des États-Unis.

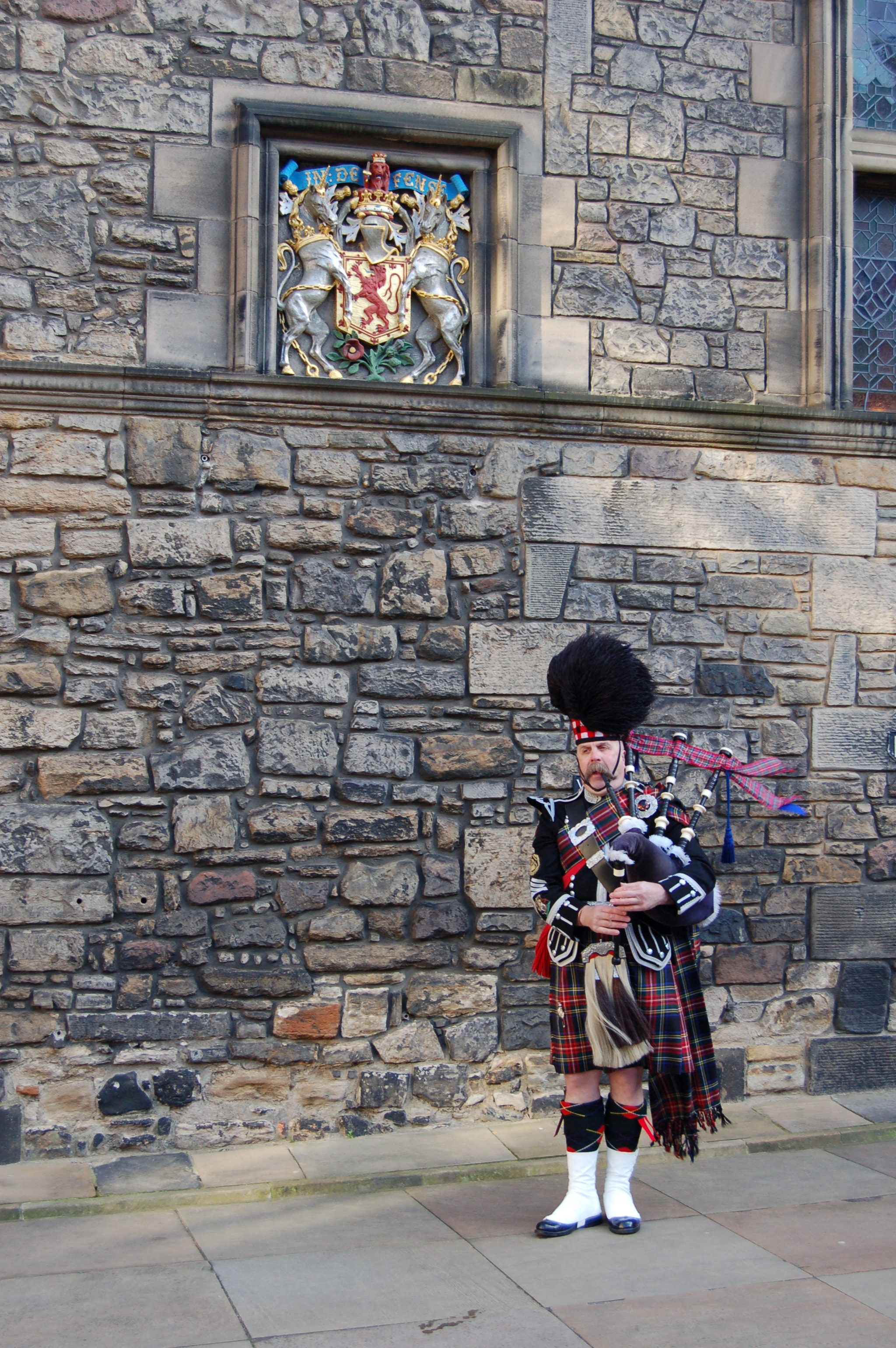
Armoiries et joueur de cornemuse

En 1818, Sir Walter Scott reçoit l'autorisation d'explorer le château à la recherche des Honneurs de l'Écosse que l'on croyait perdus après l'Actes d'Union (1707) de l'Écosse et de l'Angleterre. Il découvre dans une pièce scellée, maintenant connue sous le nom de Salle de la Couronne (Crown Room) un coffre à l'intérieur duquel se trouvent les insignes royaux dont la couronne écossaise qui sont ensuite exposés au public moyennant un droit d'entrée d'un shilling. En 1822, le roi George IV effectue une visite à Édimbourg, devenant le premier monarque régnant à visiter le château depuis Charles II en 1651.

## Description
Trois côtés de la forteresse sont protégés par des falaises abruptes et l’accès au château fort était limité à une route pentue sur le côté est. Autrefois il y eut un lac sur le côté Nord appelé Nor Loch.

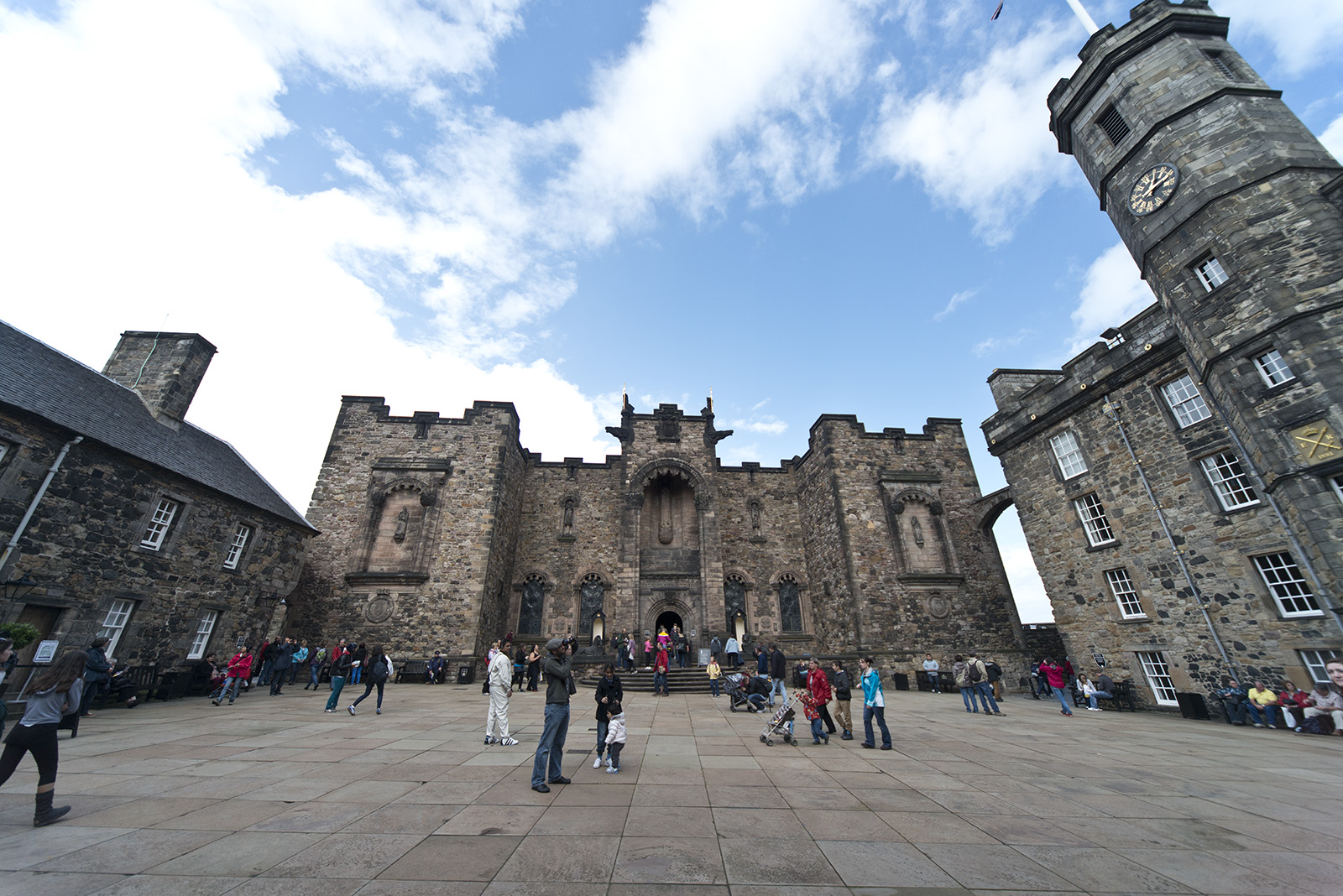
Mémorial national écossais de la guerre
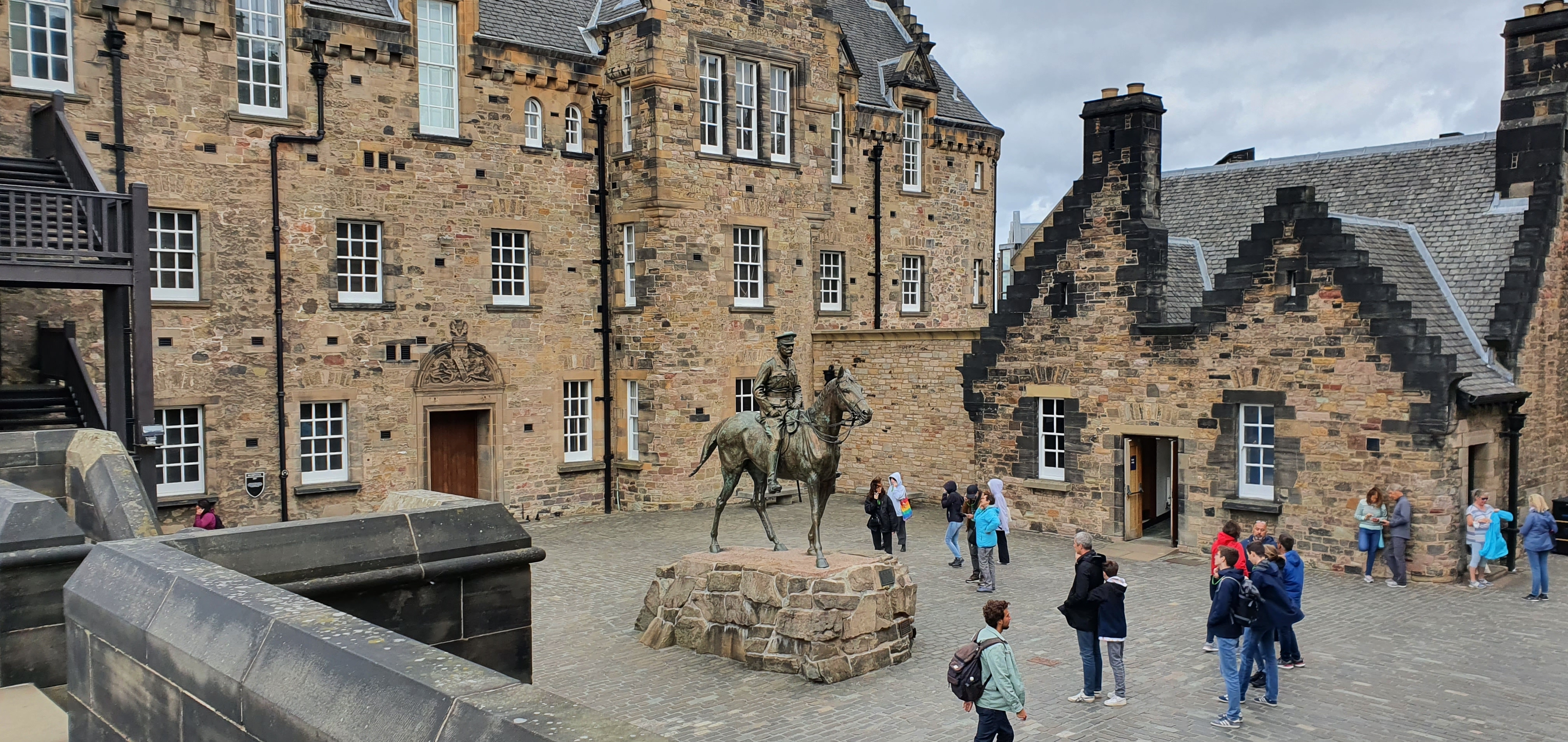
Place centrale
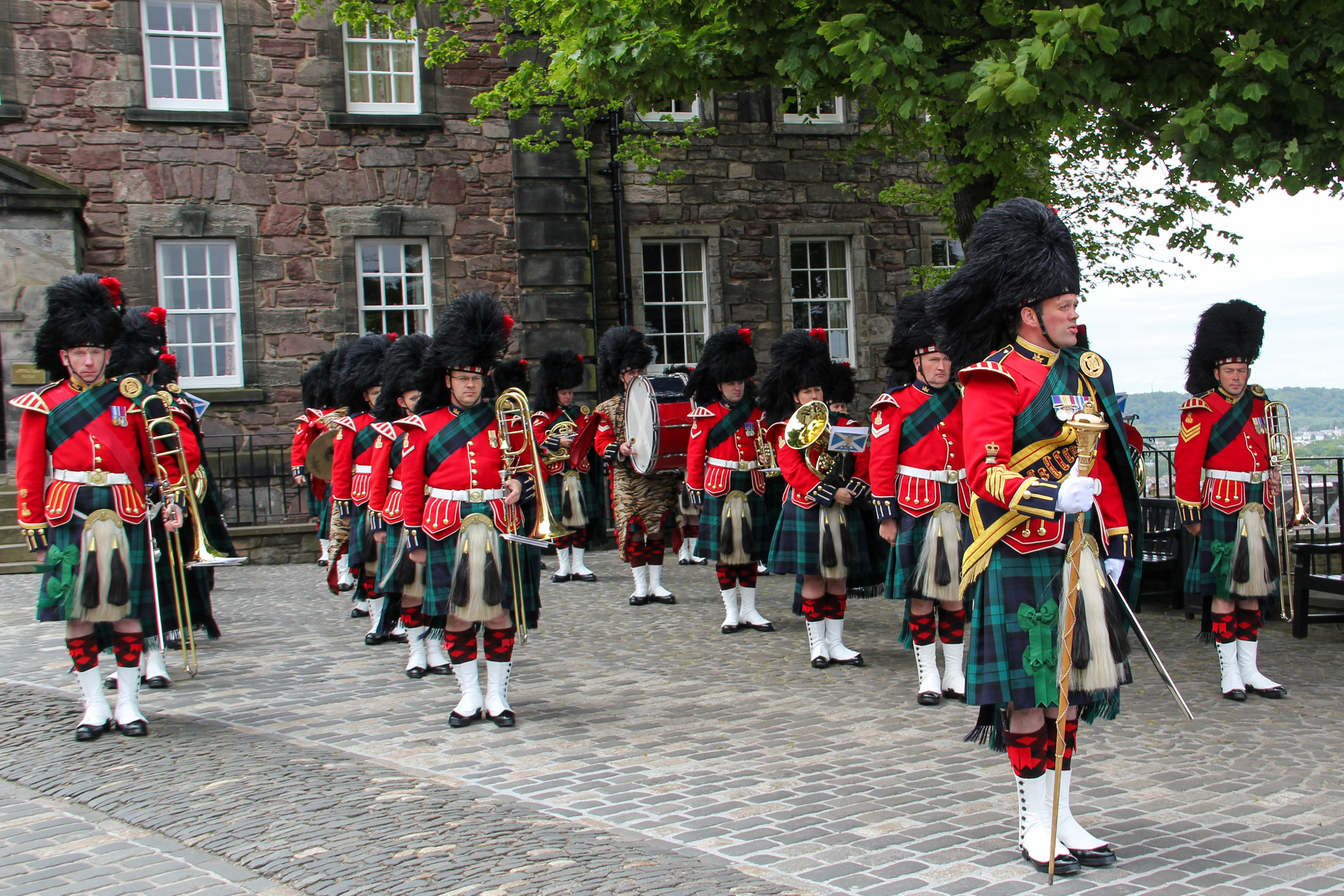
Pipe band du  Royal Regiment of Scotland

On entre via l’esplanade, longue place pavée inclinée entre le château lui-même et le sommet du Royal Mile. C'est sur l’esplanade que l'Edinburgh Military Tattoo était tenu, et qu'avaient lieu les parades et les entraînements pour la garnison. La batterie cylindrique est appelée demi-lune.

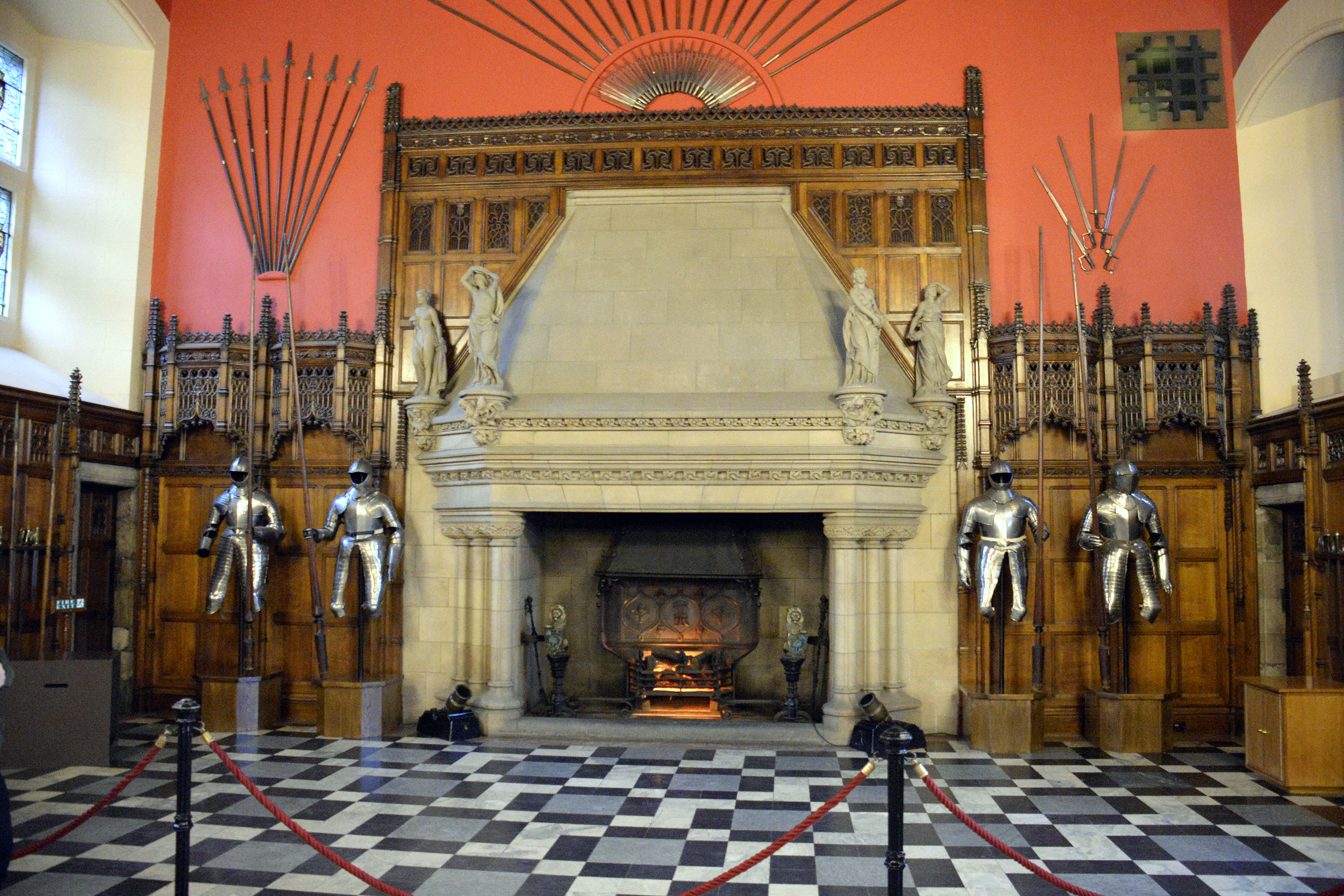
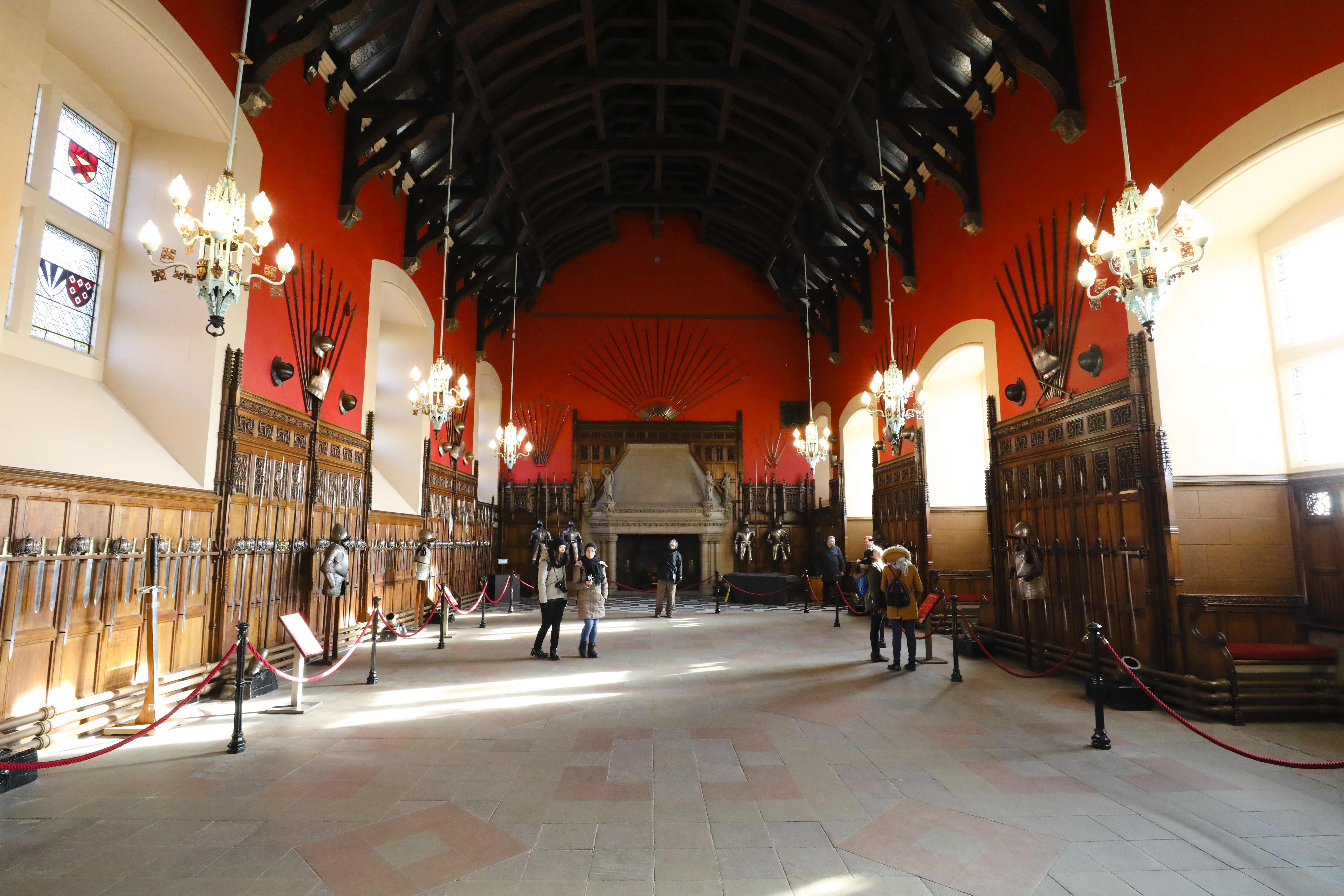
Grande Salle
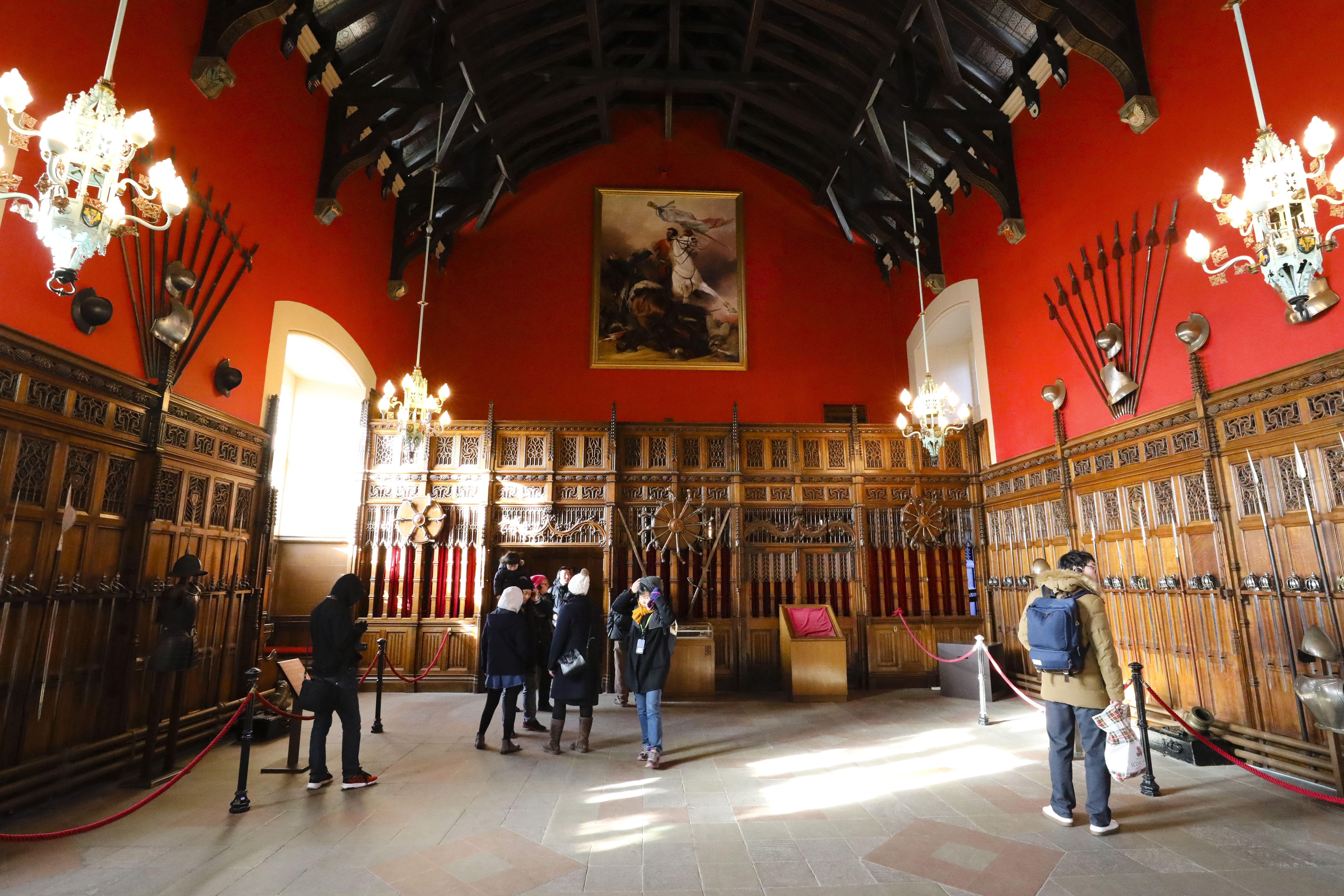
Grande Salle
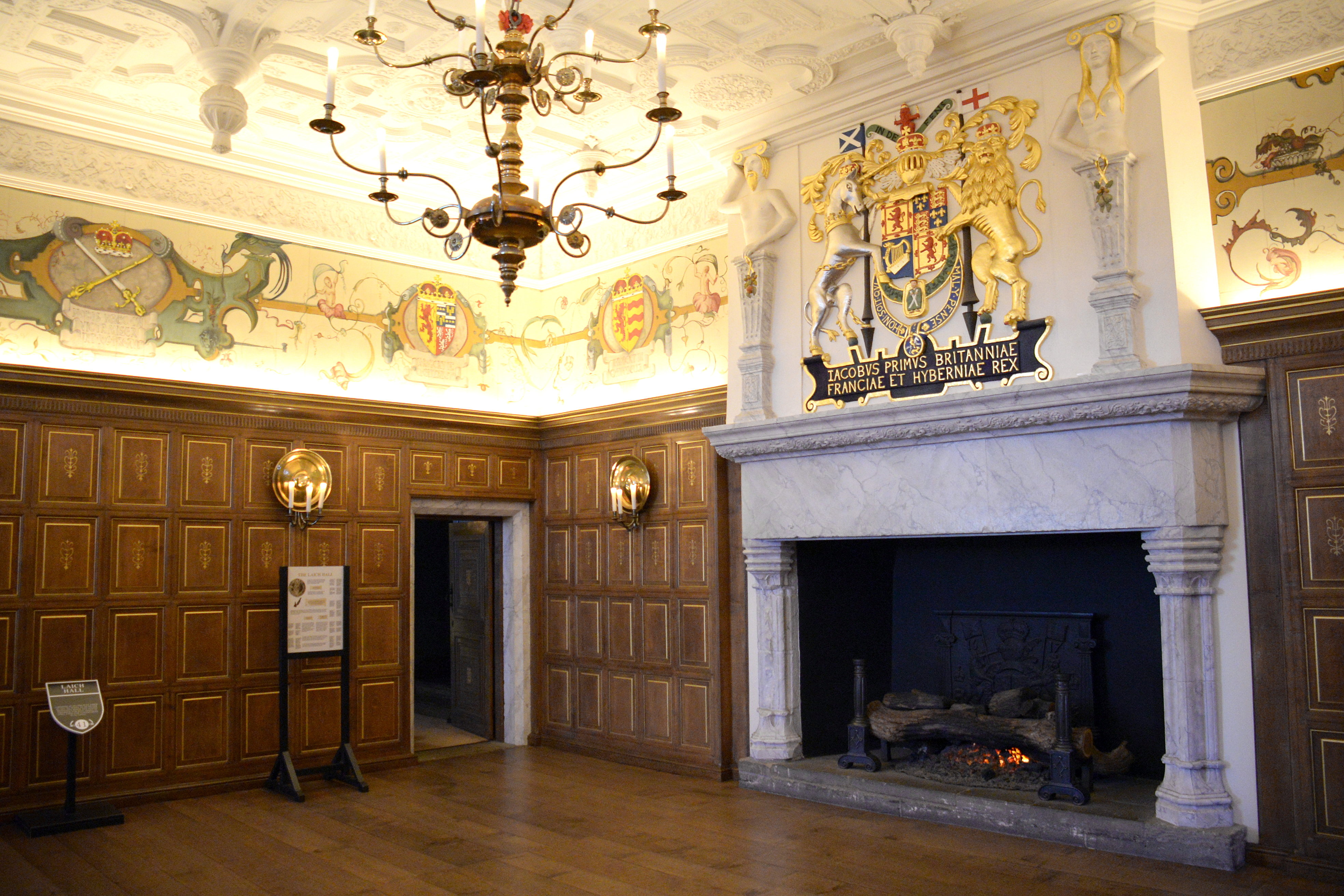

Le château lui-même est accessible via un portail devant la batterie, qui mène à une route qui monte vers la droite jusqu’à la cour dans le centre de la forteresse.

## Aujourd'hui
Une partie du site héberge à ce jour des garnisons de l'Armée britannique, dont le Royal Regiment of Scotland. La partie château-musée du site est un des hauts lieux du tourisme en Écosse, géré par l'organisme spécialisé Historic Scotland chargé de l'administration et de la conservation du site, avec entre autres une réputation folklorique de château hanté écossais par de nombreux fantômes de la mythologie écossaise et de l'histoire d'Édimbourg,.

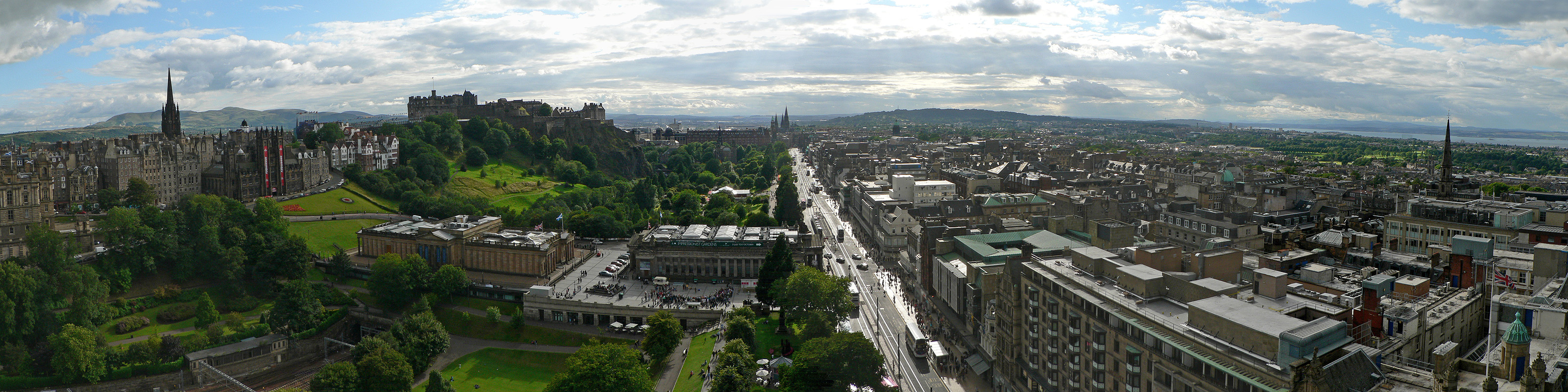

## Quelques lieux, cérémonies et expositions du château

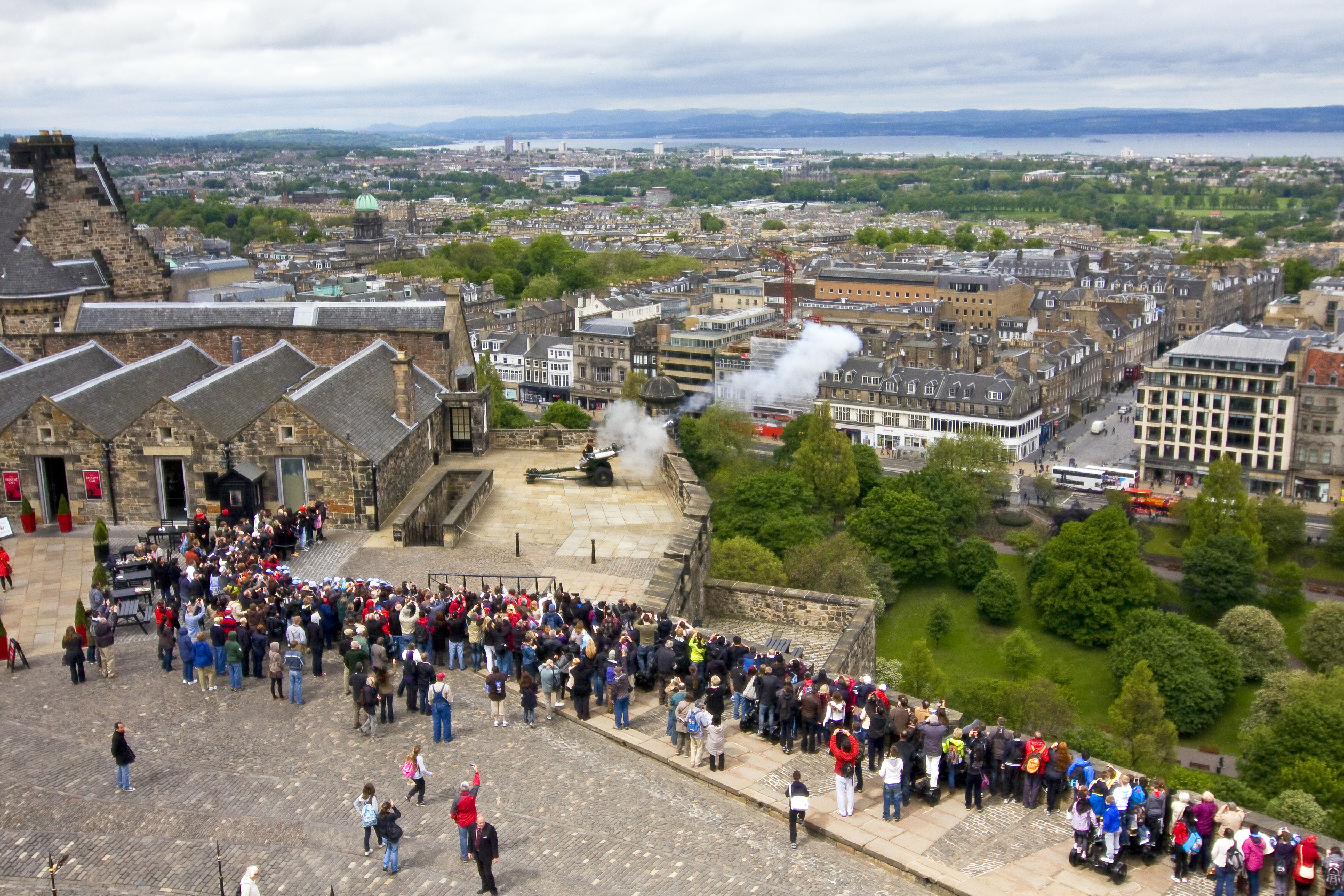
Le « One O'Clock Gun ».

- les Honneurs de l'Écosse (ou Joyaux de la Couronne d'Écosse) des joyaux de la Couronne britannique;
- la pierre du destin (« Stone of Destiny » )[7] de la King Edward's Chair;
- le mémorial national écossais de la guerre ;
- la chapelle Sainte-Marguerite d'Édimbourg (XIIe siècle) plus ancien bâtiment de la forteresse.

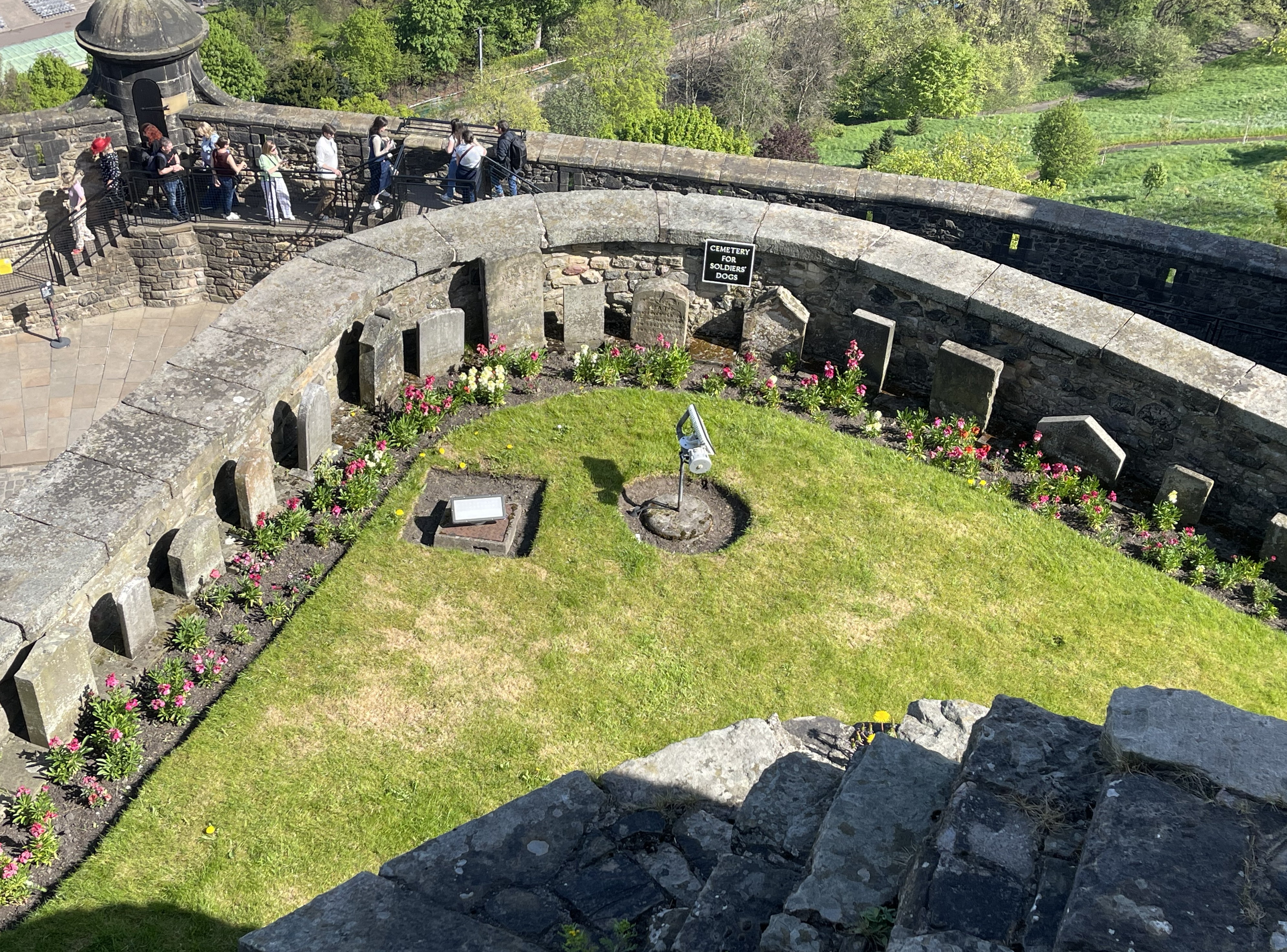
Le cimetière pour chiens

- Le cimetière pour chiensle cimetière pour chiens (« Dog cemetery »), en contrebas de la chapelle : petit jardin triangulaire avec une vingtaine de stèles, héberge depuis 1837 les dépouilles de chiens mascottes d'unités militaires, ou ayant appartenu à des personnalités rattachées au château[8].
- la cérémonie des Edinburgh Military Tattoo (festival international de fanfares militaires);
- Mons Meg, un canon de siège  de 6 tonnes du XVe siècle ;
- le « One O'Clock Gun » (en français : « canon de treize heures »), petite cérémonie militaire quotidienne (sauf les dimanches) de salut au canon à treize heures, qui commémore le coup de feu qui rappelait aux marins d'ajuster leur chronomètre lorsque jadis, les cadrans à l'heure exacte n'existaient pas ;
- Le laird's lug (les oreilles du maître) du château d'Édimbourg

Edinburgh Military Tattoo, sur l'esplanade d'entrée du château
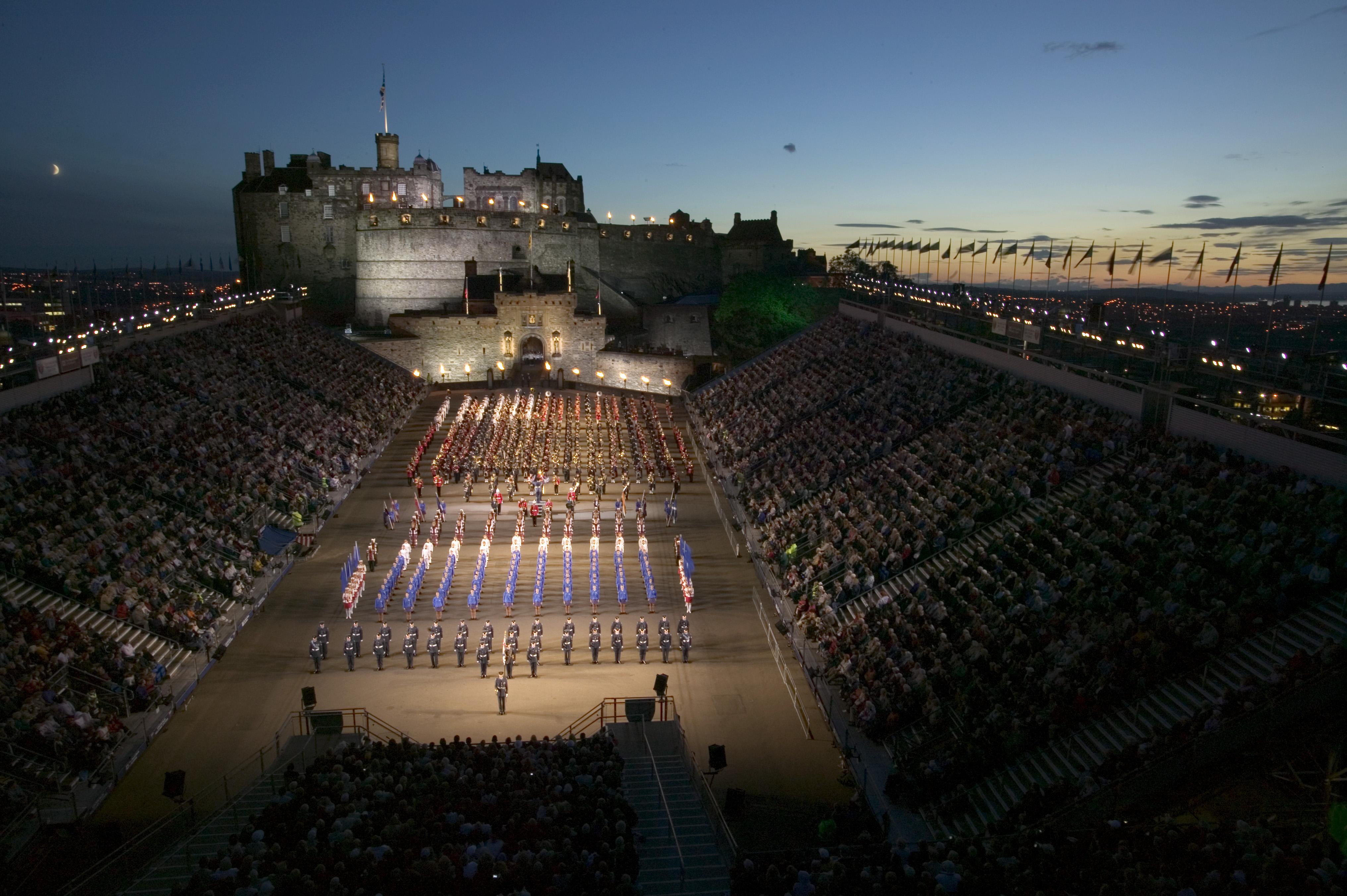
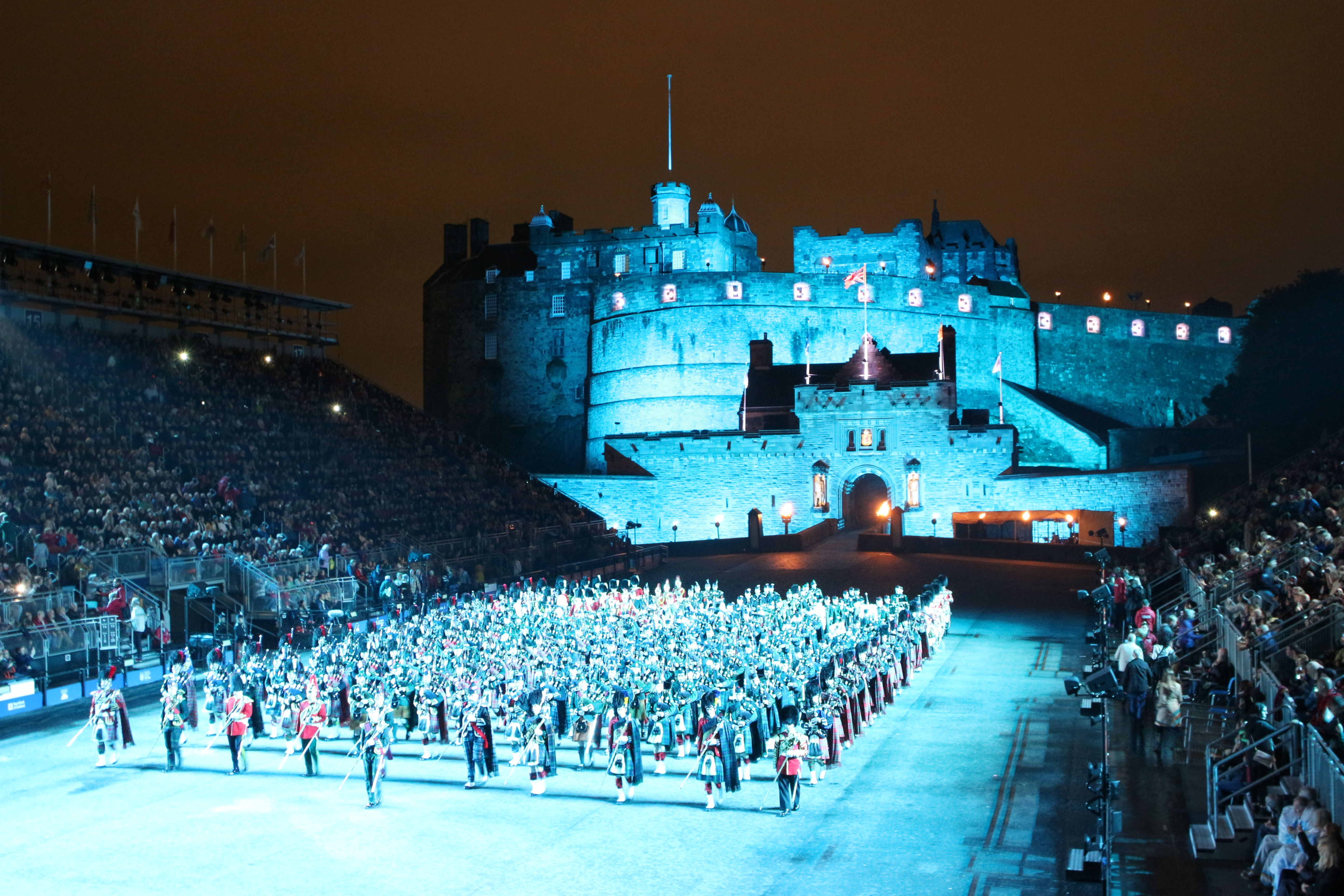
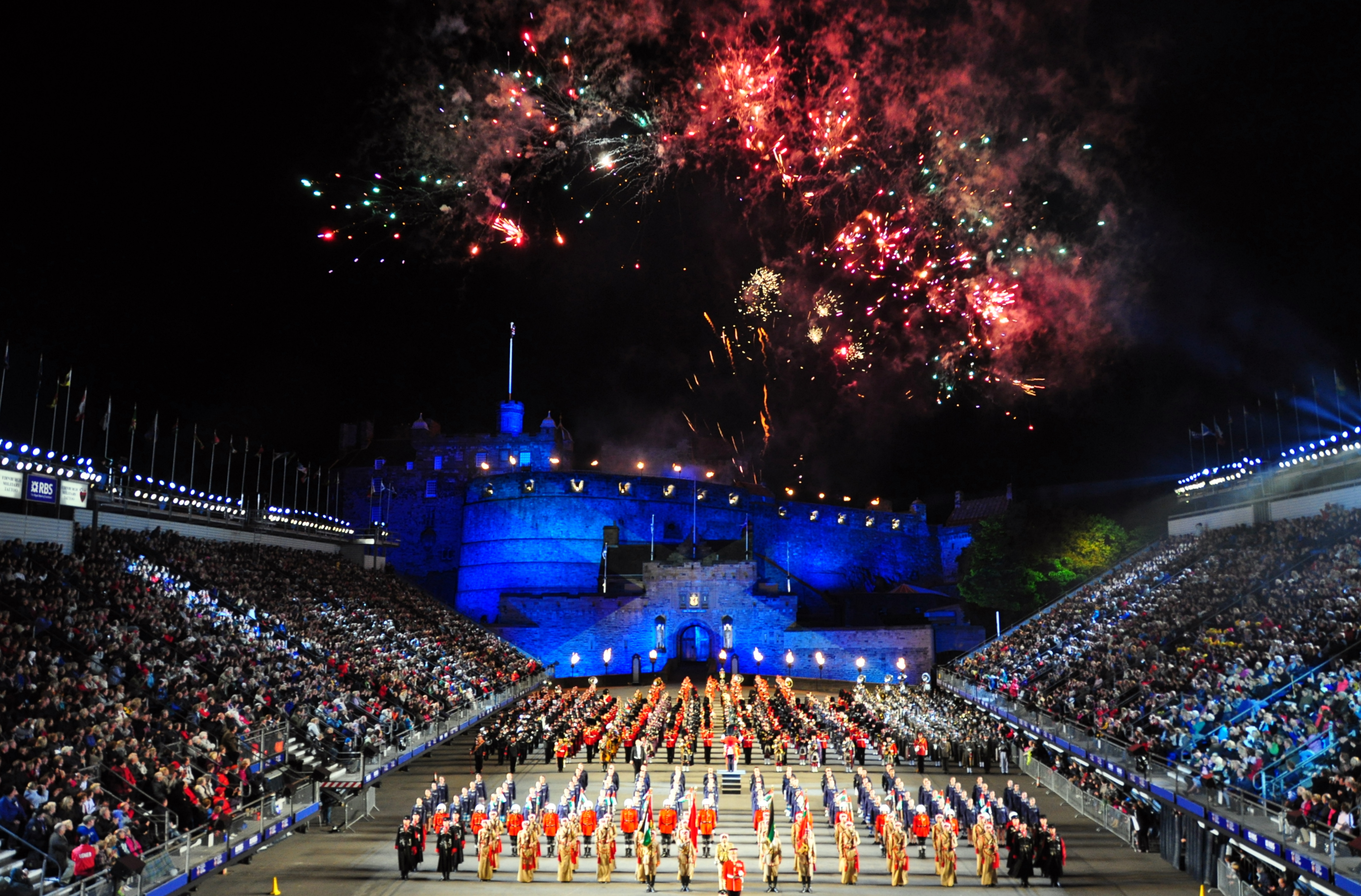
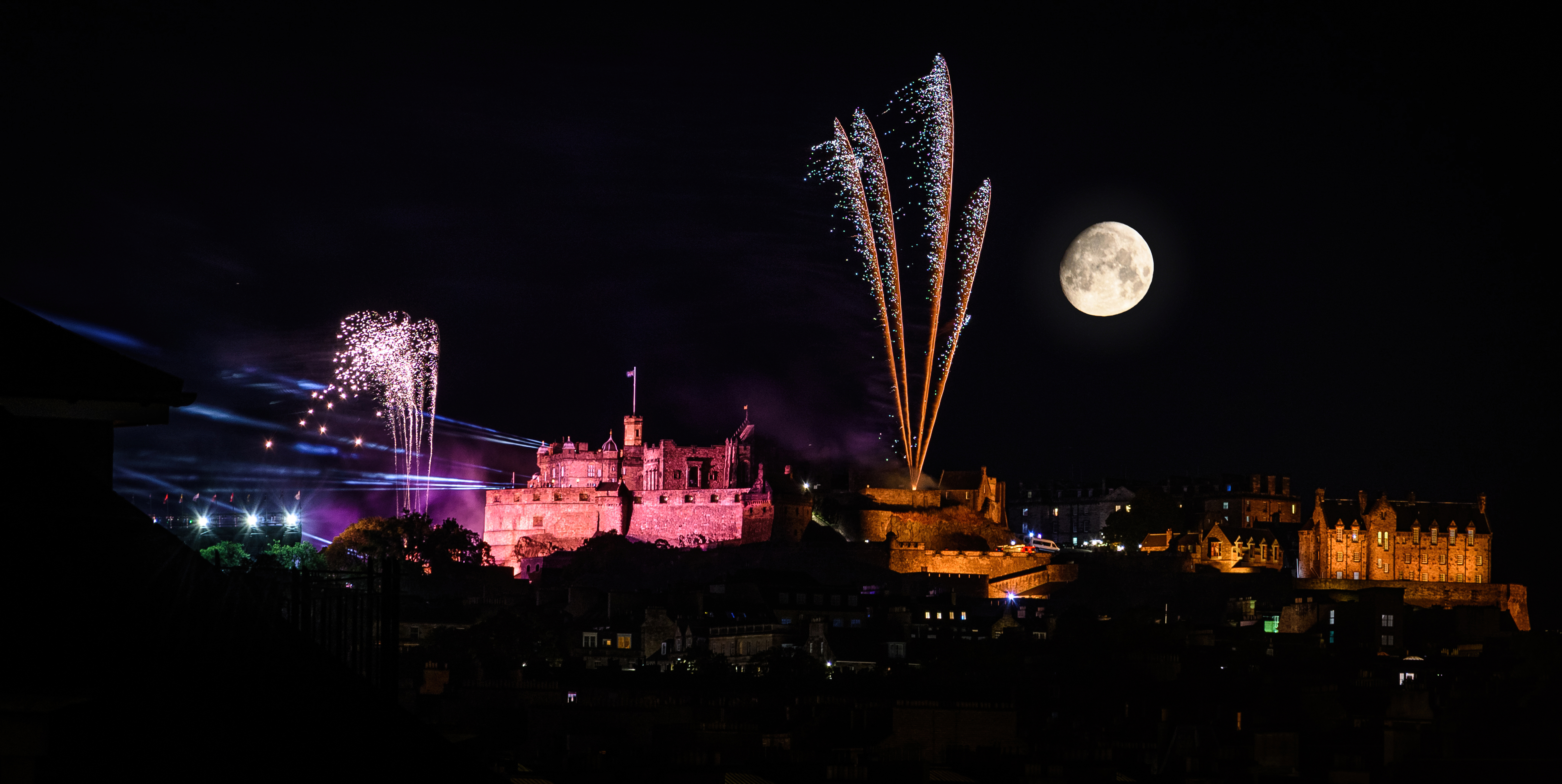

## Au cinéma
- 2022 : The Lost King, de Stephen Frears[9],[10].